# Софийская церковь (Самара)
Софийская церковь (храм во имя Святых мучениц Веры, Надежды, Любови и матери их Софии) — православный храм в Самаре на Чапаевской улице в Самарском районе города. Относится к Самарской епархии Русской православной церкви.

## История
В 1875 году в Самаре благодаря усилиям семейств Курлиных, Головкиных и Тимрот было создано «Общество попечительства о бедных». Это общество в 1878 г. открыло приют для детей-сирот российских солдат, которые в составе Самарского ополчения погибли в войне за освобождение болгарского народа от власти Османской Империи (Русско-турецкая война (1877—1878)). Приют был назван «Мариинским» в честь умершей матери-императрицы Марии Фёдоровны и размещался на Саратовской улице (ныне — улица Фрунзе). Этот двухэтажный дом был пожертвован для приюта потомственным почётным гражданином Ильёй Даниловичем Ковригиным. В приют принимали девочек в 5-12-летнем возрасте, и они жили и обучались в нём до 17 лет.
В начале 1890-х гг. попечительницей приюта являлась вдова коллежского асессора Надежда Илларионовна Шехларёва. Она купила прилегающий к приюту участок земли площадью размером 16 саженей в ширину и 30 саженей вглубь, который одной своей стороной выходил на Николаевскую (ныне Чапаевская) улицу. На приобретённом участке земли на свои средства она в 1896 г. начала возведение домового храма для приюта. Проект церкви был разработан известным самарским архитектором Щербачёвым А. А., а его строительство велось гласным Самарской городской думы и депутатом Госдумы Михаилом Дмитриевичем Челышевым. Храм был построен в 1898 г. и 15 ноября того же года был освящён. Церковь была возведена с двумя приделами. Один из них был освящён во имя святителя Христова Николая, а второй — во имя святых мучениц Веры, Надежды, Любови и матери их Софии, в честь которых он и был назван.
После Октябрьской революции в 1918 г. Мариинский приют был закрыт, но церковь продолжала вести богослужения как приходская церковь ещё более десяти лет. 15 октября 1929 г. по решению Самарского горсовета приход был закрыт, а в январе следующего 1930 г. по решению горсовета в здании церкви открылся Музей Революции. При этом во время реконструкции здания под музей с него сняли маковки, разобрали верхние ярусы колокольни, построили дополнительные перекрытия между этажами. Впоследствии Музей Революции переименовали в Музей Ленинского комсомола.
22 ноября 1991 г. в соответствии с постановлением Главы администрации Самарской области здание церкви было возвращено верующим и почти три года простояло пустым и заброшенным. В здании церкви с были проведены ремонтно-восстановительные и реставрационные работы, и 29 сентября 1994 г. в нём было проведено первое богослужение. 13 декабря 1998 г. архиепископ Самарский и Сызранский Сергий освятил престол храма во имя святых мучениц Веры, Надежды, Любови и матери их Софии.
Согласно решению облисполкома № 165 от 06 мая 1987 г. здание церкви было признано памятником архитектуры местного значения.